# Bongbong Marcos
Ferdinand Marcos Romuáldez (San Juan, Gran Manila, Filipines, 13 de setembre de 1957), popularment conegut com a Ferdinand Marcos Jr. o Bongbong Marcos, és un polític i empresari filipí que ha exercit com a sotsgovernador i en dues ocasions com a governador d'Ilocos Nord, membre de la Cambra de Representants de les Filipines pel 2n districte d'aquesta província i senador per Ilocos Nord fins a 2016. És el segon fill i únic home de l'expresident i dictador Ferdinand Marcos i l'ex-primera dama Imelda Romualdez Marcos. És President de les Filipines des de 2022.

## Biografia
El 1980, es va convertir en sotsgovernador d'Ilocos Nord i es va postular sense oposició amb el Moviment de la Nova Societat del seu pare, que governava Filipines sota la llei marcial en aquell moment. Després es va convertir en governador d'Ilocos Nord el 1983, ocupant aquest càrrec fins que la seva família va ser expulsada del poder per la Revolució del Poder Popular i va fugir a l'exili a Hawaii al febrer de 1986. Després de la mort del seu pare el 1989, la presidenta Corazón Aquino finalment va permetre que els membres restants de la família Marcos tornessin a les Filipines per a enfrontar-se diversos càrrecs.
Va ser electe com a representant del 2n districte congressual d'Ilocos Nord entre 1992 i 1995. Marcos es va postular i va ser electe governador d'Ilocos Nord novament el 1998. Després tres mandats de tres anys, va tornar al seu càrrec anterior com a representant de 2007 a 2010, després es va convertir en senador de les Filipines amb el Partit Nacionalista de 2010 a 2016.
El 2015 Marcos es va postular per a vicepresident de les Filipines en les eleccions de 2016. Amb una diferència de 263.473 vots, va perdre davant Leni Robredo. En resposta, Marcos va presentar una protesta electoral davant el Tribunal Presidencial Electoral. Posteriorment, la seva petició va ser desestimada per unanimitat després del recompte pilot de les províncies triades de Negros Oriental, Iloilo i Camarines Sud, la qual cosa va resultar que Robredo ampliés encara més el seu avantatge amb 15.093 vots addicionals.
El 2021 va anunciar la seva candidatura a la presidència de les Filipines a les eleccions de 2022, amb el Partit Federal de les Filipines (PFP).

### President de Filipines
Va guanyar les Eleccions presidencials filipines de 2022 en la primera ronda, fet que el va convertir en el 17è President de les Filipines.